# Gymnocheta porphyrophora
Gymnocheta porphyrophora là một loài ruồi trong họ Tachinidae.